# Eptesicus japonensis
Eptesicus japonensis é uma espécie de morcego da família Vespertilionidae. É endêmica do Japão (Honshu).